# 名士小伝
『名士小伝』（めいししょうでん、Brief Lives）は、17世紀末にジョン・オーブリー（1626年 - 1697年）が書いた、短い伝記を集めた書物。当初オーブリーは、伝記集の編纂に取り組んでいたオックスフォード大学の学者だったアンソニー・ウッドを手助けする目的で、様々な伝記の素材を集め始めた。やがて、オーブリーの伝記資料の収集は、ウッドの手助けの域を超えて、それ自体がひとつのまとまった取り組みとなった。
オーブリーは注意深く、可能な限り、主題となる人物を直接知る人を探し出して話をきいた。社交上手だったオーブリーは、交際も広く、この取り組みに関して様々な支援を受けた。オーブリーが死去した際には、書き残した伝記的記述は混乱状態だった。これを何とか読める形にする仕事は、（ボドリアン図書館が所蔵している）手書き原稿を整理した後代の編集者たちが担った。
オーブリーの『名士小伝』は、そのゴシップ性に富んだ内容から、また、主題とされる人物の非公式な一面が伝えられていることから、長く様々な世代に愛読されてきた。オーブリーの情報の取り扱い方や、普通とは異なることがらへの関心は、文書記録に基づいた伝記よりも生き生きとした描写を提供している。オーブリーの筆致は率直であるが、悪意はない。
『名士小伝』には、フランシス・ベーコン、ロバート・ボイル、トーマス・ブラウン、ジョン・ディー、サー・ウォルター・ローリー、エドモンド・ハレー、ベン・ジョンソン、トマス・ホッブズ、ウィリアム・シェイクスピア、といった人々が取り上げられている。現代においても、数多くの異なる編集版が存在する。

## 日本語での紹介
訳題『名士小伝』は、橋口稔・小池銈による抄訳版（冨山房百科文庫、1979年）が出版された際につけられた。それ以前、オーブリーの著作は『伝記』ないし『伝記覚書』などとして言及されていた。

## 派生作品
パトリック・ガーランドは、オーブリーの著作に基づいた戯曲『Brief Lives』を書いて、演出し、ロイ・ドートリスを主演に据えた舞台は、1967年にロンドンで初演されて以降、1974年にはニューヨークでも成功を収め、その後、世界各地で上演され、1979年に終演を迎1782回の公演が行われた。
2008年、BBC Radio 4 で5回連続のドラマ・シリーズとして『Aubrey's Brief Lives』が放送された。脚本を書いたニック・ウォーバートンは、オーブリーによる伝記的素描を絡めながら、オーブリーとウッドの波乱に満ちた交友関係を描いた。製作と演出は、アビゲール・ル・フレミング (Abigail le Fleming) が担当した。